# Park So-hyun (tenis)
Park So-hyun o Sohyun Park ( en coreano: 박소현  ; nacido el 2 de julio de 2002) es una tenista de Corea del Sur.

## Trayectoria
Park tiene un ranking de individuales de la WTA de 317, el más alto de su carrera, logrado el 13 de septiembre de 2021. En el Circuito Junior de la ITF, tiene una clasificación combinada de 17, la más alta de su carrera, alcanzada el 14 de octubre de 2019.
Park hizo su debut en el cuadro principal del WTA Tour en el Abierto de Corea de 2018, luego de recibir un comodín en el torneo de individuales.

## Finales del Circuito ITF

### Individuales: 7 (3 títulos, 4 subcampeonatos)
| Premios                |
| ---------------------- |
| torneos de USD 100,000 |
| torneos de USD 80,000  |
| torneos de USD 60,000  |
| torneos de USD 25,000  |
| torneos de USD 15,000  |
| torneos de USD 10,000  |

| Finales por superficie |
| ---------------------- |
| Dura (0–2)             |
| Arcilla (3–2)          |
| Césped (0–0)           |
| Carpeta (0–0)          |

| Resultado | N.º | Fecha           | Torneo                            | Nivel  | Superficie | Adversario       | Puntaje       |
| --------- | --- | --------------- | --------------------------------- | ------ | ---------- | ---------------- | ------------- |
| Pérdida   | 0–1 | agosto 2018     | Yeongwol de la ITF, Corea del Sur | 15,000 | Dura       | Kim Da-bin       | 5–7, 3–6      |
| Victoria  | 1-1 | abril 2019      | ITF Antalya, Turquía              | 15,000 | Arcilla    | Joanne Zuger     | 6–2, 4–6, 6–4 |
| Pérdida   | 1–2 | febrero 2020    | IFT Hamilton, Nueva Zelanda       | 15,000 | Dura       | Eri Shimizu      | 4–6, 6–0, 3–6 |
| Pérdida   | 1–3 | febrero 2021    | ITF Antalya, Turquía              | 15,000 | Arcilla    | Miriam Bulgaru   | 2–6, 3–6      |
| Victoria  | 2–3 | marzo 2021      | ITF Antalya, Turquía              | 15,000 | Arcilla    | Nuria Brancaccio | 6–4, 6–0      |
| Pérdida   | 2–4 | agosto 2021     | ITF Vejle, Dinamarca              | 15,000 | Arcilla    | Johanne Svendsen | 6–2, 4–6, 1–6 |
| Victoria  | 3–4 | septiembre 2021 | ITF Marbella, España              | 25,000 | Arcilla    | Marina Mélnikova | 6–1, 7–6 (6)  |

### Dobles: 6 (2 títulos, 4 subcampeonatos)
| Premios                |
| ---------------------- |
| torneos de USD 100,000 |
| torneos de USD 80,000  |
| torneos de USD 60,000  |
| torneos de USD 25,000  |
| torneos de USD 15,000  |
| torneos de USD 10,000  |

| Finales por superficie |
| ---------------------- |
| Dura (0–0)             |
| Arcilla (2–4)          |
| Césped (0–0)           |
| Carpeta (0–0)          |

| Resultado | N.º | Fecha         | Torneo               | Nivel  | Superficie | Compañero         | Adversarios                                | Puntaje          |
| --------- | --- | ------------- | -------------------- | ------ | ---------- | ----------------- | ------------------------------------------ | ---------------- |
| Pérdida   | 0-1 | marzo de 2019 | ITF Antalya, Turquía | 15,000 | Arcilla    | Elena Malygina    | Johana Marková Nika Radišić                | 0–6, 0–6         |
| Pérdida   | 0-2 | marzo 2021    | ITF Antalya, Turquía | 15,000 | Arcilla    | Jang Su-jeong     | Jessie Aney Ingrid Gamarra Martins         | 2–6, 2–6         |
| Pérdida   | 0-3 | marzo 2021    | ITF Antalya, Turquía | 15,000 | Arcilla    | Jessie Aney       | Han Na-lae Lee So-ra                       | 6–4, 5–7, [4–10] |
| Victoria  | 1–3 | abril 2021    | ITF El Cairo, Egipto | 15,000 | Arcilla    | Elina Avanesyan   | Barbora Matúšová Anastasia Zolotareva      | 6–4, 6–4         |
| Victoria  | 2–3 | mayo 2021     | ITF Oeiras, Portugal | 25,000 | Arcilla    | Adrienn Nagy      | Riya Bhatia Gabriela Cé                    | 6–4, 6–0         |
| Pérdida   | 2–4 | julio 2022    | ITF Getxo, España    | 25,000 | Arcilla    | Sapfo Sakellaridi | Jéssica Bouzas Maneiro Leyre Romero Gormaz | 5–7, 0–6         |

## Estadísticas
- Core Tennis
- Fox Sports
- Tennis Tonic
- Australian Open
- Tennis Live

## Videos
- Park Sohyun v Lavickova Kristyna - 2020 Melbourne en YouTube.
- Park Sohyun v Shimizu Eri - 2020 ITF Hamilton en YouTube.

## Redes sociales
- Instagram

- Datos: Q56702230